# Initiative caribéenne

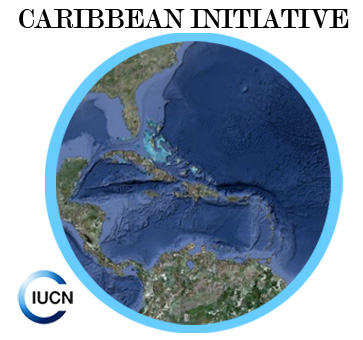
Logo de l'Initiative caribéenne

L'Initiative caribéenne est l'initiative[pas clair] la plus récente[Quand ?] de l'Union internationale pour la conservation de la nature (UICN).
L'Initiative caribéenne se concentre sur les Caraïbes insulaires, une zone écologique homogène avec une biodiversité unique où la conservation et la gestion des ressources naturelles sont au cœur des problématiques clefs du développement durable.

## Origine de l'Initiative caribéenne
Tous les quatre ans, les trois composantes de l'UICN se réunissent au congrès mondial de la conservation, assemblée générale où se décident les axes stratégiques de conservation et de développement durable qui guideront les actions de l’Union durant les quatre prochaines années. Lors du Congrès de l’Union internationale pour la conservation de la nature (UICN) en 2004, les membres de l’Union ont sollicité au Secrétariat le renforcement de la présence de l'UICN dans la région des Caraïbes. En réponse à cet appel, l'UICN formula la proposition de l’Initiative caribéenne. L’Initiative caribéenne a bénéficié d’une large évaluation des thèmes fondamentaux ainsi que des besoins et opportunités pour l’ensemble des Caraïbes, parallèlement à un ample processus de consultation qui inclut à la fois tous les membres et les associations clefs de la région.
La démarche se prolongea par la formulation d’un programme de travail pour la période 2009-2012 qui fut reconnu et appuyé par les membres et les experts présents au Congrès Mondial de la Conservation à Barcelone en octobre 2008, date du lancement officiel de l’Initiative caribéenne.

## Le siège de l'Initiative caribéenne
Durant une période de deux ans, le temps qu’elle soit pleinement établie, l’Initiative caribéenne est placée sous la responsabilité de l’office régionale pour la Méso-Amérique de l’UICN, basée au Costa Rica ; une disposition qui soulage dans un premier temps les exercices administratifs et managériaux, et qui facilite les liens à travers la vaste région des Caraïbes.
L'actuelle coordinatrice de l'Initiative caribéenne est Mme Deirdre P. Shurland, originaire de Trinité-et-Tobago.